# Aedes burgeri
Aedes burgeri är en tvåvingeart som beskrevs av Thomas J. Zavortink 1972. Aedes burgeri ingår i släktet Aedes och familjen stickmyggor. Inga underarter finns listade i Catalogue of Life.